# باشگاه فوتبال شهر باران
باشگاه فوتبال شهر باران تهران یک باشگاه فوتبال در شهر تهران، ایران بود. هنگامی‌ که مسئولین وقت باشگاه داماش گیلان برای فرار از بدهی‌های این مجموعه با استفاده از پسوند شهر باران و به عنوان سهمیه تهران تغییر نام دادند، تیم شهر باران در تهران تشکیل شد.
مالکین جدید در تهران دوباره با خرید امتیاز یک تیم دیگر از نام شهر باران برای این تیم استفاده نمودند.
در حالی که طبق روال قرار بود رقابت های لیگ دسته دوم فصل ۹۶–۱۳۹۵ با حضور ۳۶ تیم در سه گروه ۱۲ تیمی برگزار شود، تیم شهر باران تهران با وجود حضور داماش گیلان در گروه دوم رقابت ها در تصمیمی عجیب با دریافت مجوز از فدراسیون فوتبال ایران به عنوان سیزدهمین تیم در گروه اول مسابقات حاضر شد و پس از یک فصل حضور در این رقابت ها سقوط کرده و منحل شد.
تمام این اتفاقات در حالی افتاد که امتیاز این باشگاه سهمیه استان و شهر تهران بود و این تیم بدون موافقت هیئت فوتبال استان تهران و عدم موفقیت در کسب مجوز ماده ۵ از اداره کل ورزش و جوانان استان تهران به‌طور غیر قانونی در پایتخت بازی‌های خود را برگزار و در لیگ دسته دوم حضور پیدا کرد.
حتی در اواسط فصل نیز با توجه به اینکه کلمه شهر یکی از برندهای شهر تهران و از القاب این شهر است پیشنهاد واگذاری این تیم به شهرداری تهران هم مطرح شدو چون پیشتر نیز مالکان جدید به علت بدهی در تغییر نام ناکام مانده بودند، نهایتا این باشگاه مسیر انحلال را پیش گرفت.